# Robby Valentine
Robby Valentine (4 de diciembre de 1968, Leusden, Países Bajos) es un cantante y multinstrumentista neerlandés que empezó su carrera musical en los años ochenta. Sus influencias musicales más grandes son Queen, The Beatles, John Waite, Toto y Steve Vai. Es el líder musical de su propio grupo Valentine.

## Biografía
Robby empezó su carrera musical en el grupo de rock sinfónico Line en 1986 pero pronto lo dejó para formar 1st Avenue, uno de los mejores grupos holandeses del heavy melódico, con Peter Strykes (ex-Vandenberg). Cuando salió a la luz el debut Tears and Triumph en 1992, Robby ya no formaba parte de esta banda. En 1989 se unió a los happy metaleros holandeses de Zinatra, que gozaron de gran fama en Europa, Asia y Latinoamérica. Este grupo hizo giras por estos continentes e hizo de telonero para David Lee Roth en su Skyscraper Tour en 1988. Con Zinatra, Robby publicó el álbum The Great Escape para el cual compuso cuatro temas.
En 1990 firmó un contrato como solista y empezó a trabajar en su primer álbum. A pesar de que pudiera contar con la ayuda de los productores Humberto Gatica y Erwin Musper y el guitarrista Michael Landau, casi todo lo hizo el propio Robby: él cantó, tocó la mayoría de los instrumentos, compuso y produjo todas las canciones. El primer sencillo Over And Over Again se convirtió en todo un éxito en el país natal de Valentine y también en algunos otros países europeos. El debut, que llevaba el mismo nombre que el artista, salió a la venta el Día de San Valentín del 1992. En este disco se pueden oír algunas huellas de Queen, Toto y Europe. Cuando la publicación, Robby ya había formado un grupo que operaba bajo su nombre y con el que empezó una gira por los clubs y salas europeos.
En 1993 Valentine publicó el segundo disco The Magic Infinity, que grabó con todo su conjunto. Cuando Brian May (Queen) oyó este álbum, invitó al grupo a que le acompañara en su gira europea. El grupo no se hizo de rogar y aceptó enseguida. A pesar de que Valentine tuviera la oportunidad de presentarse a públicos más extensos por toda Europa, la gira no le llevó al estrellato esperado. En Japón sí tenía mucho éxito, por lo cual la casa discográfica de Valentine decidió publicar sus primeros dos discos y así apareció una nueva estrella al firmamento oriental.
En 1995 apareció el disco Valentine, que a partir de entonces también sería el nombre definitivo del grupo. Sin embargo, por aquel entonces Robby ya había despedido a los miembros del grupo por motivos de desinterés. El nuevo disco contenía más elementos del pop y la música clásica que los predecesores. Desafortunadamente este álbum se fue al agua en Europa. La discográfica decidió terminar el contrato europeo con Robby. En Japón aún contaba con muchos seguidores así que para ese territorio le renovaron el contrato.
En Japón se publican los discos Valentine 4 – United (1997), No Sugar Added (1998) y Believing Is Seeing (2001). Valentine también lanza dos discos con su hermano musical Valensia: V (1999) y V2 (2002). El tercer y último álbum que grabaron juntos, Nymphopsychoschizophonic no se ha publicado hasta la fecha.
Lo único que sale de la mano de Robby y que se puede escuchar en otros territorios, son las contribuciones instrumentales para los álbumes Into the Electric Castle de Ayreon y Fata Morgana del grupo de heavy Helloise.
Cuando Robby en el 2004 completó el disco The Most Beautiful Pain, la discográfica decidió no publicarlo por motivos desconocidos. Dos años más tarde Robby logró publicar el disco por una discográfica italiana que le fue aconsejada por su amigo Lanvall (Edenbridge). Así se lanzó por primera vez en 10 años un disco de Valentine en Europa. Poco más tarde el álbum también se publicó en Japón.
Un año más tarde, se llevó al mercado otro disco de Valentine: Falling Down In Misanthropolis. Este disco muestra un cambio de estilo bastante drástico, inspirado en la ruptura con una relación con una española( de hecho en la primera canción  del álbum “ falling down” , queda registrada la voz telefónica de llamadas perdidas hacia ella…), aunque también se pueden distinguir los elementos valentinianos de siempre. El tono, sin embargo, es más oscuro y más duro que nunca: se oyen claras influencias del metal, industrial y del gothic.
En el 2008 el grupo Valentine reapareció en los escenarios. Con miembros de entre otros Ayreon y After Forever, Robby ha formado un nuevo grupo para promocionar su nuevo disco Androgenious, un recopilatorio que contiene tanto viejas como nuevas versiones de sus mejores canciones. Este disco salió a finales del 2008 en Japón. En mayo de 2009 también se hizo disponible para el resto del mundo en la página web oficial de Valentine. El nuevo sencillo Save Myself se publicó también en ese mes.
El 12 de agosto de 2011 se anunció en la página web oficial la llegada del nuevo álbum  Bizarro World. La autoedición tardó más de tres años debido a otros proyectos. En octubre del 2014 el álbum fue adelantado por el primer sencillo You're Tearing Me Down. El segundo sencillo Black Rain se publicó, cómo no, en el Día de San Valentín del 2015. El tercer sencillo es la canción que da título al álbum. 
El álbum generó conciertos en Holanda,   Alemania, Italia y el Reino Unido. Así llamó la atención de los sellos discográficos King Records en Japón y Universal UK. Salió a la venta el 14 de febrero de 2016 en Inglaterra y por vía digital en el resto del mundo. En Japón se publicó en marzo del mismo año.

## Otros proyectos
Robby también se dedica a otros proyectos musicales. Así se unió en 2008 como guitarrista/teclista al grupo de rock Aniday de la cantante holandesa Marlies Schuitemaker. Este conjunto hizo su debut en el 2013 cuando publicó su disco homónimo. Robby contribuyó canciones para este álbum, además de ser el productor y el músico principal.
Otro proyecto en el que estuvo trabajando fue KX-3 con los teclistas Keiko Kumagai (Ars Nova, Ayreon), Joost van den Broek y el baterista André Borgman (ambos del ya difunto After Forever). La idea fue de proporcionar al público una alternativa electrónica para las guitarras violentas de G3 de Joe Satriani. 
En mayo del 2011 la presidenta del club de fanes de Queen le invitó a Robby a dar un concierto en el encuentro anual del club en Holanda. Robby aceptó y decidió grabar todo un álbum para la ocasión. Un año más tarde actuó en la Queen Convention en el Reino Unido. Frutos de estos conciertos son dos álbumes con los títulos Queen Tribute I y Queen Tribute II. Los álbumes fueron reeditados para un doble CD llamado The Queen Album. Éste fue presentado en la Queen Covention en Liverpool en 2014 durante un concierto con banda completa y con la ayuda especial del bajista Kristoffer Gildenlöw  (ex-Pain of Salvation).

## Discografía

### Álbumes
- 1992 - Robby Valentine
- 1993 - The Magic Infinity
- 1994 - Live & Demos (Japan only)
- 1994 - Robby Valentine (versión japonesa, contiene bonus tracks)
- 1994 - The Magic Infinity  (versión japonesa, contiene bonus tracks)
- 1995 - Valentine (La edición japonesa contiene una bonus track)
- 1997 - Valentine 4 – United
- 1997 - Christmas In Heaven (álbum mini con dos piezas clásicas)
- 1998 - No Sugar Added
- 1999 - V (con Valensia)
- 2000 - Believing is Seeing
- 2002 - V2 (con Valensia)
- 2006 - The Most Beautiful Pain (la versión japonesa contiene tres bonus tracks)
- 2007 - Falling Down In Misanthropolis (la versión japonesa tiene dos bonus tracks)
- 2008 - Androgenious (la versión internacional contiene dos bonus tracks)
- 2011 - A Tribute to Queen
- 2012 - A Tribute to Queen 2
- 2014 - The Queen Album
- 2014 - Bizarro world
- 2018 - The Alliance

### Sencillos
- 1991 - Over And Over Again
- 1992 - Love Takes Me Higher
- 1992 - I Believe In You
- 1993 - Don't Make Me Wait Forever
- 1993 - Megaman (se editaron dos versiones, una con Valentine's Overture Part I y otra con Valentine's Overture Part II)
- 1994 - Angel Of My Heart
- 1993 - No Turning Back
- 1994 - Only Your Love (solo Japón)
- 1995 - Hand In Hand (solo Japón)
- 1995 - Where Do We Go From Here
- 1996 - God (solo Japón)
- 1996 - Take My Hand
- 1997 - I Believe In Music (solo Japón)
- 2009 - Save Myself (a dúo con Marlies; el sencillo contiene dos canciones inéditas)
- 2014 - You're Tearing Me Down (download)
- 2014 - Imagine
- 2015 - Black Rain